# Рубановский сельский совет (Великолепетихский район)
Рубановский сельский совет (укр. Рубанівська сільська рада) — входит в состав
Великолепетихского района
Херсонской области
Украины.
Административный центр сельского совета находится в 
с. Рубановка
.

## История
- 1798 — дата образования.

## Населённые пункты совета
- с. Рубановка
- с. Весёлое